# Krabbes sjukdom

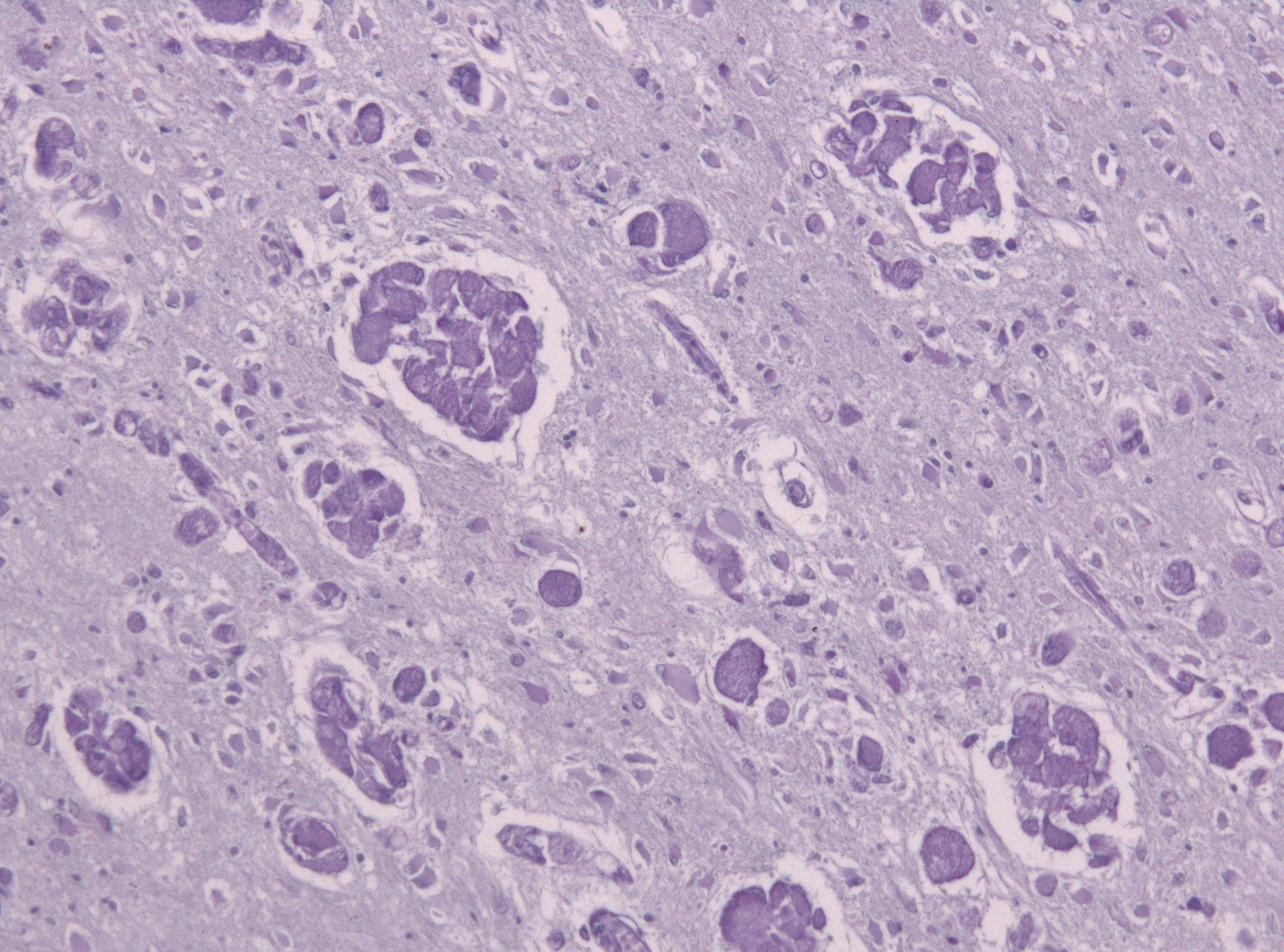

Krabbes sjukdom (även känd som globoidcellsleukodystrofi, GLD) är en dödlig, ärftlig hjärnsjukdom med ett snabbt förlopp, som beror på problem med lagring av lipider. 
Varje år upptäcks tre till fyra fall i Sverige. Sjukdomen är recessivt ärftlig, det vill säga båda föräldrarna måste vara anlagsbärare. Risken för att barnet ska få sjukdomen är då 25%. 
Sjukdomen bryter vanligtvis ut vid 3–6 månaders ålder. Barnen skriker mycket, blir känsliga för beröring och stela i kroppen. Den normala utvecklingen avstannar. Barnen lever nästan aldrig längre än till 2 års ålder. Det finns i dag inget botemedel. Medicinerna kan i bästa fall hjälpa till att lindra smärtorna.
Brist på GALC-enzymet påvisas genom blodprov.
Hjärnan bryts ner, synen och hörseln, kroppens sinnen och funktioner försämras och stängs så småningom ner helt och hållet. Sjukdomen ger ifrån sig en ständig smärta i kroppen.
Olika undersökningar av perifera nerver visar avvikelser, men dessa avvikelser är inte specifika för sjukdomen och kan därför inte leda till en säker diagnos. Vid den klassiska infantila formen (som 95 procent av de barn som diagnostiserats i Sverige har) är sjukdomsutvecklingen så typisk och dramatisk att diagnosen oftast snabbt kan ställas med ledning av symtomen och bekräftas genom blodprov. Neuroradiologisk undersökning (datortomografi och/eller magnetkameraundersökning) som görs under narkos behöver då oftast inte göras, utan blir aktuell främst vid de ovanligare varianterna av sjukdomen.